# Wilfried Buchmann
Wilfried Buchmann (* 15. Februar 1878 in Zürich; † 9. März 1933 ebenda) war ein Schweizer Maler, Zeichner und Grafiker, der dem Impressionismus zugeordnet wird.
Er absolvierte die Kunstgewerbeschule Zürich und führte seine Studien an der École nationale supérieure des arts décoratifs und an der Académie Colarossi in Paris fort. Es folgten Aufenthalte in Italien und München, wo er sich mit dem Maler Albert Welti anfreundete.
1905 hielt er sich dank der finanziellen Unterstützung des Winterthurer Mäzens Theodor Reinhart erstmals in Rom auf. Er gelangte so in den Künstlerkreis um Karl Hofer, Hermann Haller und Albert Zubler. Später ermöglichte Reinhart ihm weitere Reisen ebendahin und nach Olevano Romano, Bagnaia sowie auf die Insel Elba.
Während des Ersten Weltkriegs leistete Wilfried Buchmann über 200 Diensttage. Unter anderem war er im Tessin stationiert, das er nach Kriegsende immer wieder besuchte und in seinen Landschaftsbildern festhielt. 1931 und 1932 unternahm er eine längere Reise nach Tunesien und hielt sich dreimal in der Provence auf, was seinen Stil fortan prägte.
Seine Bilder waren an verschiedenen Ausstellungen im Kunsthaus Zürich, in der Kunsthalle Basel und im Kunstmuseum Winterthur zu sehen.